# Héctor Chiles
Héctor Rubén Chiles Huaca (* 11. Februar 1971 in Cristóbal Colón, Ecuador) ist ein ecuadorianischer Straßenradrennfahrer.
Héctor Chiles begann seine Karriere 1992 bei dem kolumbianischen Radsportteam Pony Malta-Avianca. In jener Saison siegte er bei den Panamerikanischen Meisterschaften im Straßenrennen. 1996 nahm er am Straßenrennen der Olympischen Spiele in Atlanta teil, welches er jedoch nicht beendete. Im nächsten Jahr konnte er die Gesamtwertung der Vuelta al Ecuador für sich entscheiden. Diese gewann er auch 2001 und 2002 wieder. Außerdem wurde er 2002 Dritter im Straßenrennen der panamerikanischen Meisterschaft. In der Saison 2005 gewann Chiles eine Etappe bei der Vuelta al Ecuador und konnte so erneut die Gesamtwertung für sich entscheiden. 2009 gewann er eine weitere Etappe bei dieser Landesrundfahrt.

## Erfolge
1997
- Gesamtwertung Vuelta al Ecuador

2001
- Gesamtwertung Vuelta al Ecuador

2002
- Panamerikanische Meisterschaft – Straßenrennen
- Gesamtwertung Vuelta al Ecuador

2005
- eine Etappe und Gesamtwertung Vuelta al Ecuador

2009
- eine Etappe Vuelta al Ecuador